# Форт-Джексон (Південна Кароліна)
Форт-Джексон (англ. Fort Jackson) — це військова база армії США, на якій TRADOC (Командування доктрин та підготовки армії США) здійснює базову бойову підготовку, і яка розташована в місті Колумбія, Південна Кароліна. Ця військова база названа на честь Ендрю Джексона, генерала армії США та сьомого президента США (1829—1837), який народився в прикордонному регіоні Північної та Південної Кароліни.

## Історія

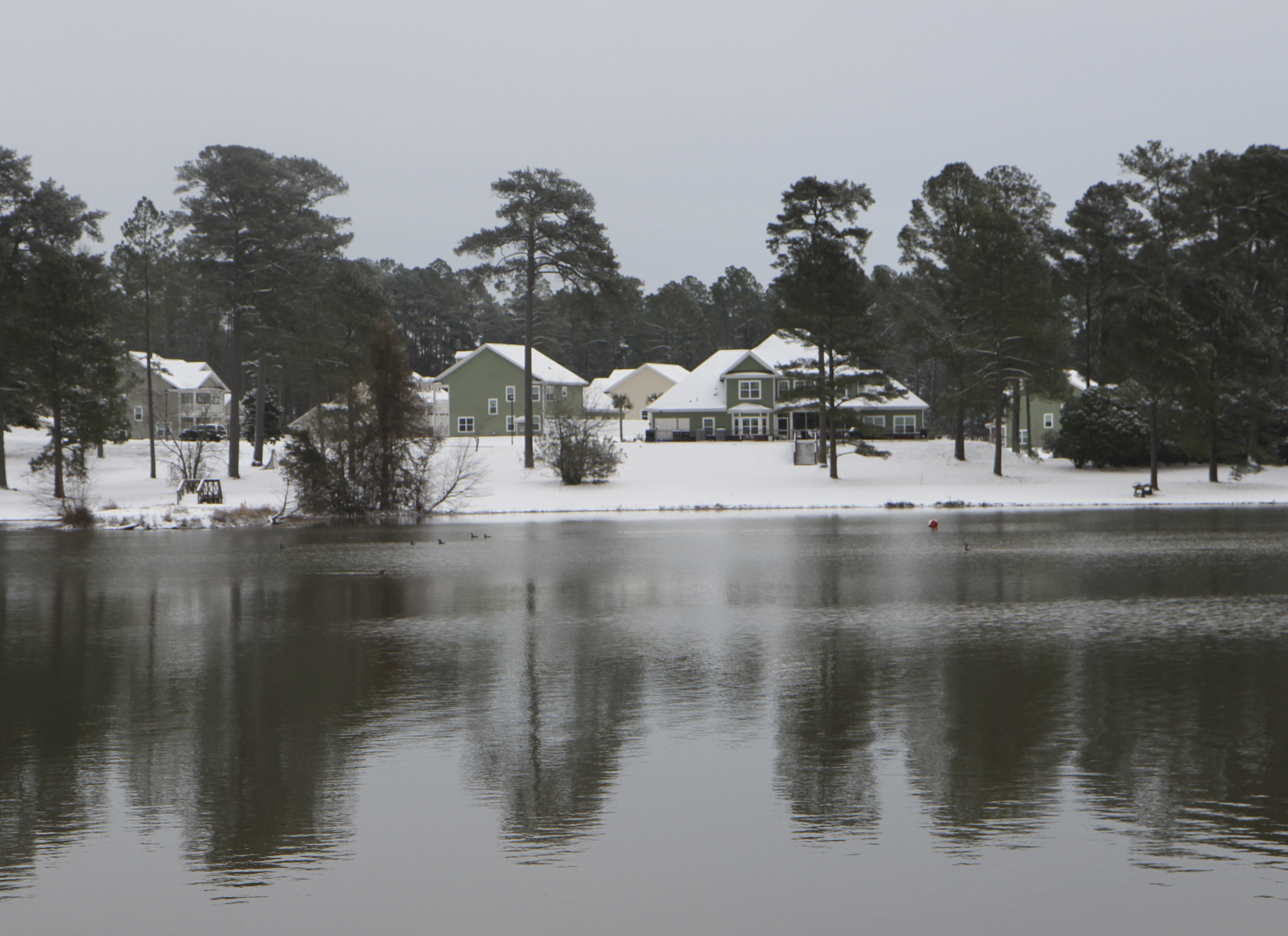
Форт-Джексон взимку

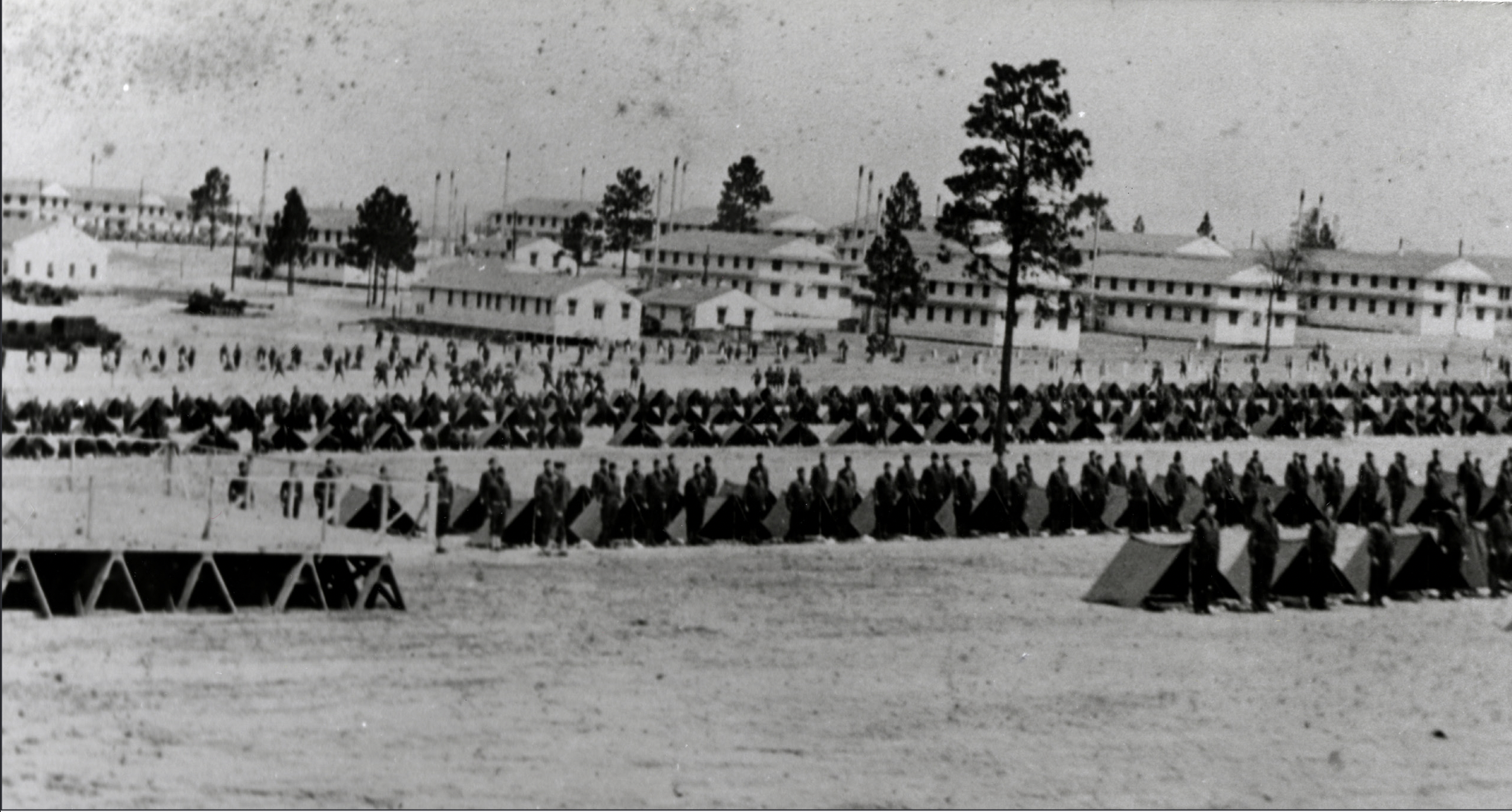
Кемп-Джексон, Колумбія, Південна Кароліна, 1917 — Перша світова війна

Форт-Джексон був створений у 1917 році на базі військового табору Кемп-Джексон, коли США вступили в Першу світову війну. Після завершення Першої світової війни Кемп-Джексон був закритий та покинутий 25 квітня 1922 року відповідно до Генерального наказу № 33 Військового міністерства від 27 липня 1921 року. Кемп-Джексон був відновлений для Другої світової війни, де президент США Франклін Д. Рузвельт і тодішній Начальник штабу Армії США Джордж К. Маршалл провели демонстрацію боєготовності кількох дивізій для британського прем'єр-міністра Вінстона Черчилля та тодішнього Начальника генерального штабу Великобританії Алана Брука під час підготовки скасованої операції «Раундап». Після закінчення Другої світової війни база мала бути де-активована до 1950 року; однак початок Корейської війни змусив залишити базу активною, і вона все ще функціонує на початку 21 століття.

## Сучасність

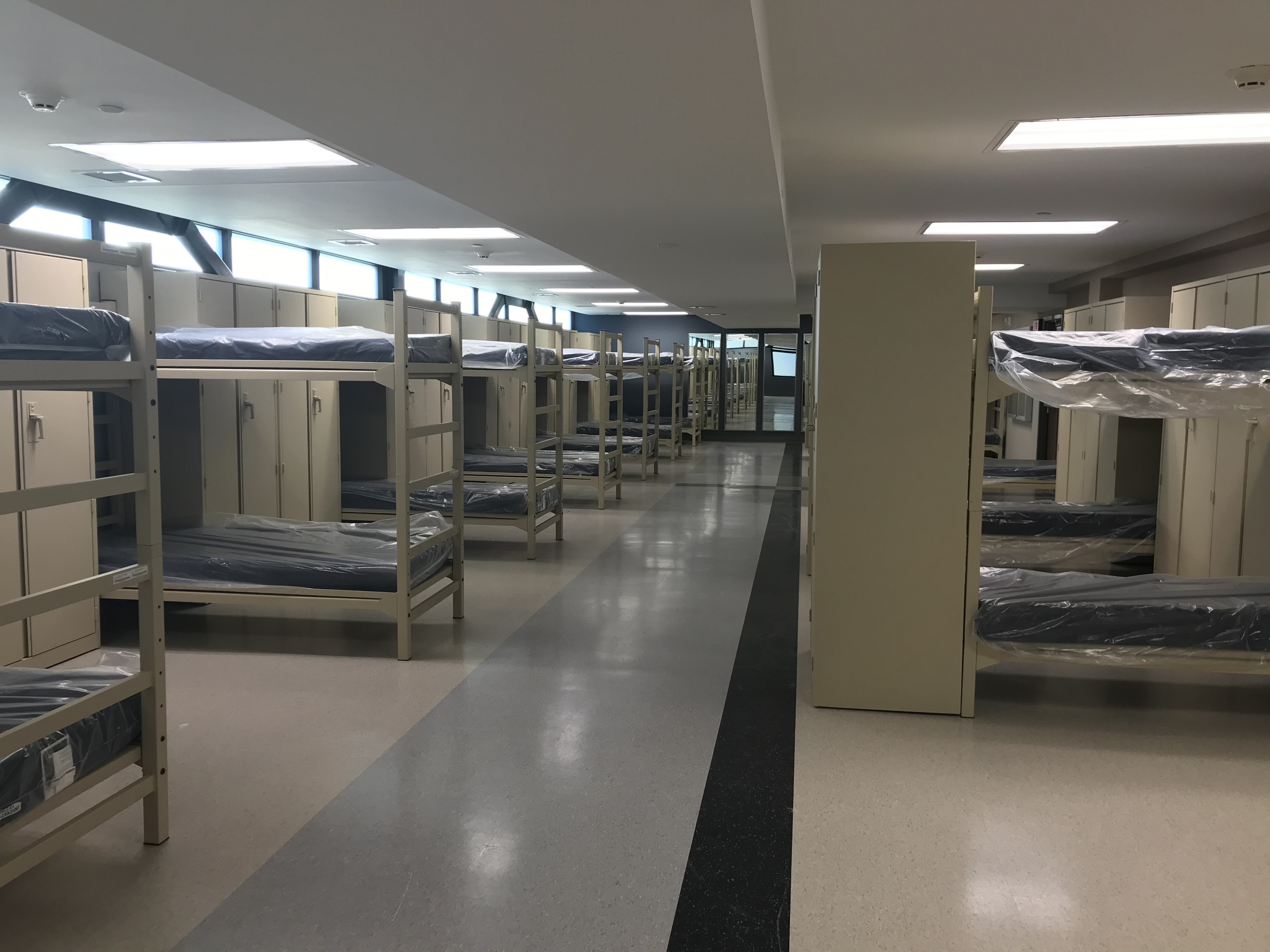
Казарми Форт-Джексону, 2020 рік

Форт-Джексон є найбільшим і найактивнішим центром початкової підготовки в армії США, щороку навчає 50 відсотків усіх солдатів, які вступають до армії. Основним завданням військової бази є забезпечення армії новими солдатами. 35 000 потенційних солдатів, що проходять базову підготовку, а також 8 000 солдатів, що проходять поглиблену індивідуальну підготовку, щорічно навчаються у Форт- Джексоні. Навчання проводяться 165-ю та 193-ю піхотними бригадами з понеділка по неділю протягом десяти тижнів. Базова бойова підготовка поділяється на три фази: «червона» фаза, яка зосереджується на перетворенні цивільної особи на солдата; «біла фаза» — власне бойова підготовка; і «блакитна» фаза, під час якої наголос здійснюється на тактичну підготовку.

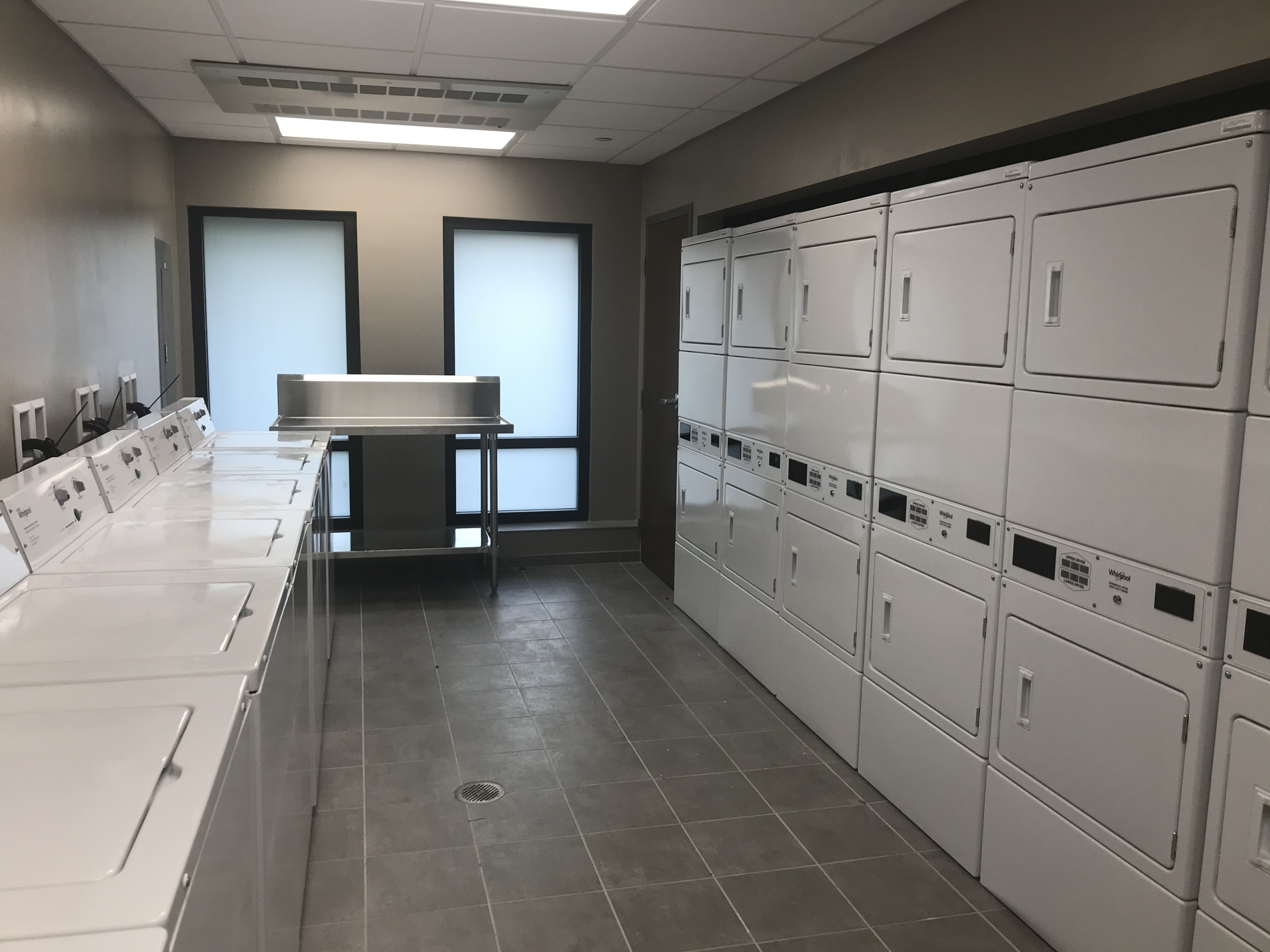
Пральня у Форт-Джексоні, 2020 рік

Військова база має й інші завдання. У той час як деякі військові бази останніми роками зазнали скорочення та закриття, у Форт-Джексоні з 1995 року було відкрито кілька нових шкіл і навчальних закладів, зокрема Інститут підтримки солдатів армії США, Центр і школу капеланів Міністерства оборони та Національний центр оцінки довіри, частину Розвідувального управління Міністерства оборони США. У 2007 році армія об'єднала всі свої навчальні заклади для сержантів у Форт-Джексоні, а в 2009 старший сержант Тереза Кінґ стала першою жінкою, яка очолила те, що зараз є єдиною школою сержантів для армії США.

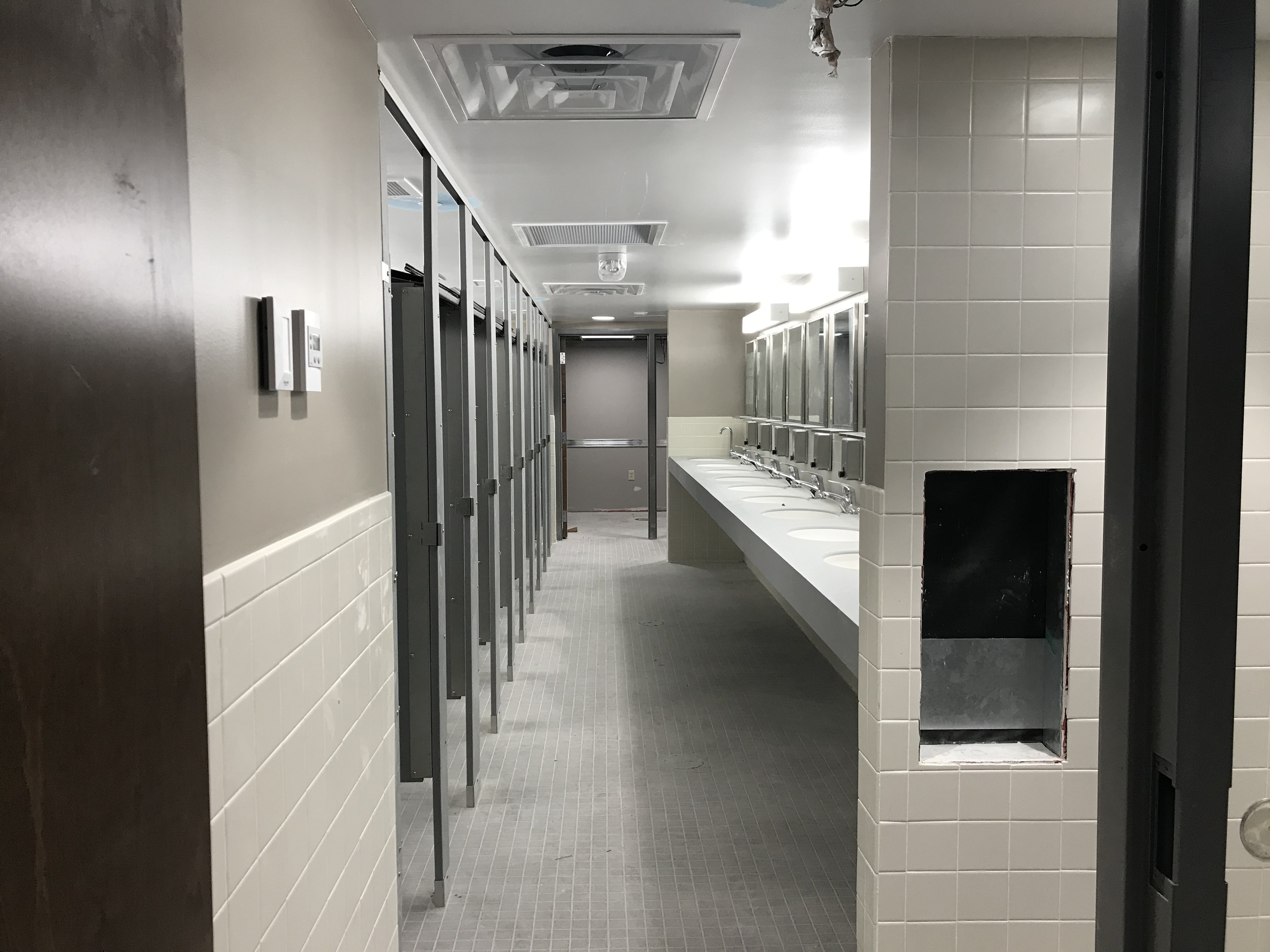
Туалетна кімната у Форт-Джексоні, 2020 рік

Форт Джексон займає понад 210 квадратних кілометрів території, включаючи 100 полігонів і польових тренувальних майданчиків і понад 1000 будівель. Солдати, цивільні особи, пенсіонери та члени сімей складають громаду Форт-Джексона, яка продовжує зростати в кількості та інфраструктурі. Додатково 10 000 солдатів щороку відвідують курси в Інституті підтримки солдатів, Центрі та школі капеланів і Сержантській академії. Приблизно 3500 військовослужбовців та 12 000 членів їхніх сімей проживають в районі Форт-Джексона, причому приблизно одна третина цього населення проживає на території військової бази. Близько 3500 цивільних осіб працюють у Форт-Джексоні, а понад 46 000 пенсіонерів та їхні родини отримують послуги з цієї бази.
На базі відвідувачі можуть відвідати Музей базової бойової підготовки армії США, раніше відомий як Музей Форт-Джексона, відкритий у 1974 році. Музей допомагає відвідувачам дізнатися історію Форт-Джексону з моменту його створення в 1917 році. Вхід до Музею базової бойової підготовки відкритий з понеділка по п'ятницю, крім федеральних свят, і вхід безкоштовний.

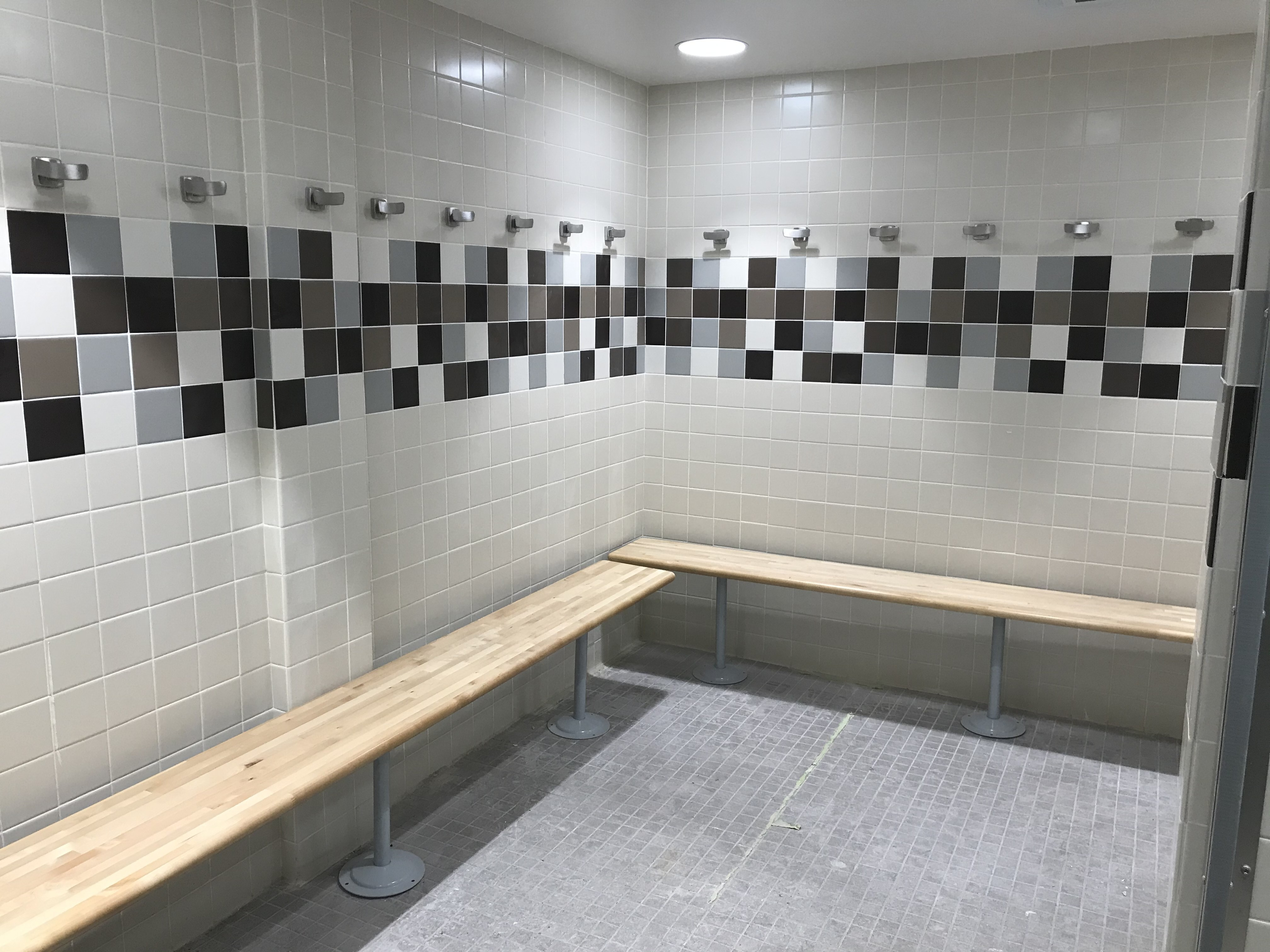
Душова кімната у Форт-Джексоні, 2020 рік

Розташований у центрі району Мідлендс Південної Кароліни, Форт-Джексон був включений до складу міста Колумбія в жовтні 1968 року і знаходиться на півдорозі між Нью-Йорком і Маямі. Колумбія має прямий доступ до трьох міжштатних автомагістралей — I-20, I-26 та I-77, і непрямий доступ до двох додаткових автомагістралей у межах 160 кілометрів — I-95 і I-85 Середня температура в районі коливається від 32 °C у липні до мінімум 1 °C у січні. Річна кількість опадів становить близько 1 200 міліметрів.
Форт-Джексон має значний економічний вплив на місцевість. Річні витрати військової бази перевищують 716,9 мільйонів доларів США на зарплати, комунальні послуги, контракти та інші послуги. Крім того, понад 100 000 членів сімей щороку приїжджають до район Мідлендс, щоб відвідати випускні заходи базової підготовки, користуючись місцевими готелями, ресторанами та торговими центрами.

## Розквартировані підрозділи
Станом на грудень 2021
- 165-а Піхотна Бригада (Базова бойова підготовка)
  -  1-й батальйон, 34-й Піхотний Полк
  -  3-й батальйон, 34-й Піхотний Полк
  -  2-й батальйон, 39-й Піхотний Полк
  -  3-й батальйон, 39-й Піхотний Полк
  -  4-й батальйон, 39-й Піхотний Полк
  -  1-й батальйон, 61-й Піхотний Полк
- 193-а Піхотна Бригада (базова бойова підготовка)
  -  1-й батальйон, 13-й Піхотний Полк
  -  2-й батальйон, 13-й Піхотний Полк
  -  3-й батальйон, 13-й Піхотний Полк
  -  2-й батальйон, 60-й Піхотний Полк
  -  3-й батальйон, 60-й Піхотний Полк
  -  120-й Генерал-ад'ютантський батальйон (прийняття)
- 282-й Військовий оркестр
- 81-а Дивізія бойової готовності
- Сержантська академія військової підготовки США
- Корпус капеланів армії США (USACC)
  - Музей корпусу Капеланів армії США
- Інститут підтримки солдатів
  -  Генерал-ад'ютантська школа Армії США
  -  Школа фінансів і контролерів армії США
  -  Музична школа Армії США
  -  369-й Генерал-ад'ютантський батальйон

## Інциденти

### Втеча
6 травня 2021 року 23-річний Джован Коллазо, який три тижні проходив базову підготовку армії США у Форт-Джексоні, втік зі свого гуртожитку, намагаючись повернутися до рідного штату Нью-Джерсі. Пізніше представники влади скажуть, що він втік після закінчення ранкової зарядки. Поки його однокурсники приймали душ, він взяв свою армійську автоматичну гвинтівку М4 і втік. Зрештою Коллазо пробрався до шкільного автобуса з 18 дітьми та погрожував водієві зброєю. Він наказав водієві відвезти його до найближчого міста, зазначивши не хоче нікому завдати ушкоджень. Через деякий час Коллазо розхвилювався дозволив усім вийти з автобуса неушкодженими. Потім він спробував сам керувати автобусом, але зупинився, проїхавши приблизно милю. Потім він покинув автобус, гвинтівку та пішов пішки. Невдовзі його затримала поліція Південної Кароліни. Бригадний генерал Мілфорд Бігль, тодішній начальник Форт-Джексона, пізніше оприлюднив заяву, в якій зазначалось, що у Коллазо не було боєприпасів для M4, який він взяв із собою, але ні водій автобуса, ні діти на борту не знали про це.
Коллазо висунули обвинувачення з декількох пунктів: викрадення людей, збройне пограбування, захоплення автомобіля, наведення та пред'явлення, використання зброї під час насильницького злочину та незаконне носіння зброї на території школи. У 2023 році суд визнав його невинним через неосудність.

### Смертельні випадки
У жовтні 2017 року сержант-інструктор зі стройової підготовки Ендрю Мерроу, заснувши за кермом, в'їхав у групу курсантів, які здійснювали марш по дорогах. Двоє курсантів загинули, а шестеро — були поранені. Мерроу визнав себе винним у вбивстві з необережності та неналежному виконанні службових обов'язків. Його засудили до 18 місяців позбавлення волі.
У вересні 2019 року 18-річний курсант-військовослужбовець після «раптового погіршення стану здоров'я» у Форт-Джексоні. За повідомленням військової бази, курсант помер, коли «готувався до фізичної підготовки в районі свого батальйону».
У січні 2020 року у Форт-Джексоні помер 19-річний рядовий та солдат Національної гвардії Міннесоти Коннер Дж. Макґаррен під час проходження базової підготовки. Макґаррен проходив навчання, щоб стати автомеханіком бойових машин «Бредлі».
У березні 2020 року у Форт-Джексоні помер 29-річний рядовий Анхель Кортес-Торрес з Коннектикуту після «раптового погіршення стану здоров'я під час здійснення ненапруженої діяльності», як повідомляла військова база.
У листопаді 2020 року у Форт-Джексоні загинув 18-річний солдат з Каліфорнії під час навчання на стрілецькому полігоні у Форт-Джексоні. Повідомлялось, що солдат «отримав смертельне поранення» на стрільбищі, але без подробиць.
У серпні 2022 року у Форт-Джексоні померла 17-річна курсантка та солдат Національної гвардії Алісса Кахун. За повідомленням військової бази вона померла після того, як знепритомніла під час військових навчань. Кахун проходила навчання у Форд-Джексоні зі своєю сестрою-близнючкою Бріанною Кахун. Пізніше матір Кахун заявила, що «лікарі виявили абсолютно недіагностовану та дуже рідкісну аномалію серця». «Якою б трагічною не була ця втрата, її жертва врятує Бріанну (її однояйцевого близнюка), яка має таку саму аномалію серця, але тепер отримає внутрішній дефібрилятор», — сказала матір Алісси Кахун.
У жовтні 2022 року у Форт-Джексоні помер 18-річний солдат. Відповідно до заяви, опублікованої керівництвом бази, 18-річного солдата базової бойової підготовки «виявили нереагуючим в своїй казармі».
У червні 2023 року 40-річний сержант штабу армії Хайме Контрерас, який навчався на сержанта-інструктора зі стройової підготовки, був знайдений мертвим після того, як не повернувся з курсу наземної навігації. Пошукові бригади виявили мертвого сержанта майже через 11 годин після того, як він мав завершити тригодинний курс.
У грудні 2023 року двох сержантів-інструкторів зі стройової підготовки було знайдено мертвими на базі у Форт-Джексоні з різницею у вісім днів: за повідомленням військової бази сержанта Закарі Мелтона знайшли мертвим 16 грудня 2023 року у його машині, після того, як він не з'явився на роботу, а за 8 днів до цього було знайдено мертвим сержанта Аллена Бертрама. Обидва чоловіки були з Алабами.
У лютому 2024 року 38-річний лейтенант та член Національної гвардії Оклахоми Паскаль Бума, за повідомленням армії, знепритомнів під час групового забігу в Форт-Джексоні та згодом помер у місцевій лікарні. У Форт-Джексоні Бума проходив курс підготовки нових офіцерів.
У березні 2024 року було знайдено мертвим у його житлі 36-річного сержанта-інструктора зі стройової підготовки Джошуа А. Альфієрі. За повідомленням військової бази, його знайшли після того, як управління екстрених служб Форт-Джексона отримало екстрений виклик 911.
У травні 2024 року під час проходження підготовки у Форт-Джексоні померла 39-річна рядова першого класу Вероніка Вінн. Повідомлялось, що проводиться розслідування причин її смерті.

## В популярній культурі
Базові тренувальні сцени з вигаданого «Форту Макклейн» у фільмі «Людина епохи Відродження» 1994 року з Денні Де Віто, Марком Волбергом і Стейсі Деш у головних ролях, були зняті у Форт-Джексоні в 1993 році.

## Відомі люди
- Кен Беррі (1953—1955) — танцюрист, актор, співак, був капралом артилерії та відділів спеціальних служб наприкінці Корейської війни
- Джим Кук молодший (2013—2014) — журналіст і драматург із Нью-Джерсі
- Джим Кроче — співак і автор пісень
- Джейсон Кроу — армійський рейнджер і член Палати представників США[31]
- Дезмонд Досс — лауреат Медалі Пошани (США)
- Джеймс К. Дозьєр (1885—1974) — служив в Мексиканській експедиції, Перша світова війна (нагороджений Медаллю Пошани) та Друга світова війна
- Леонард Німой — актор, письменник, кінорежисер, поет, музикант і фотограф
- Джо Пламері — голова та генеральний директор міжнародної консалтингової компанії Willis Group Holdings і власник баскетбольної команди Trenton Thunder, був у армійському резерві у Форт-Джексоні в 1968 році[32]
- Джефф Ремзі — кінопродюсер, актор, фотожурналіст, який служив у Кувейті
- Фредді Стоуерс (1917) — серед перших новобранців, які почали навчання; єдиний афроамериканець, нагороджений Медаллю Пошани у Першій світовій війні
- Артур Гейс Сульзберґер — видавець New York Times з 1935 по 1961 рік; з червня 1918 року служив у Форт-Джексоні в артилерійському підрозділі[33]
- Генрі Шелтон (січень-грудень 1969 р.) — генерал армії США, учасник В'єтнамської війни та війни в Перській затоці[34]
- Карл Стінер (травень 1963-серпень1964) — генерал армії США, учасник В'єтнамської війни та війни в Перській затоці
- Джордж Декер — генерал армії США, 22-й начальник штабу армії (1960—1962), учасник Другої світової війни
- Вільям Худ Сімпсон — генерал армії США, учасник Першої та Другої світових війн
- Антоніо Тагуба — генерал армії США у відставці, автор внутрішнього звіту про жорстоке поводження з ув'язненими у в'язниці Абу-Грейб в Іраку